# 直列型エンジン

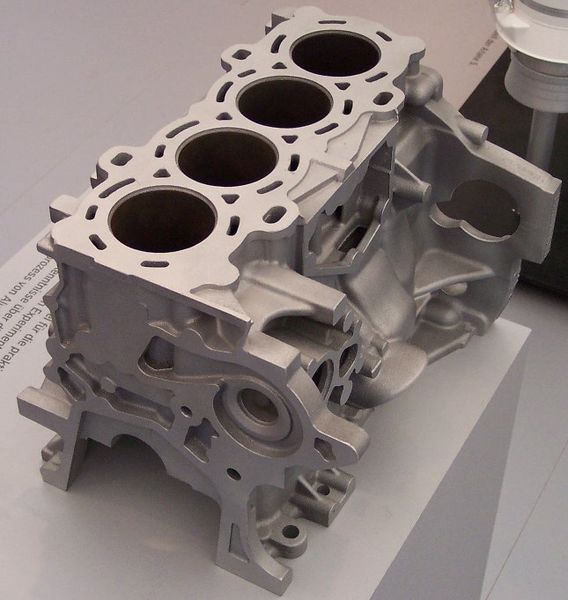
直列4気筒エンジンのシリンダーブロック

直列型エンジン（ちょくれつがたエンジン、Inline-engine、Straight-engine）は、レシプロエンジンの形式の一つ。1本のクランクシャフトに対して、複数のシリンダーを直列に並べたエンジンであり、実際に製造されたシリンダーの数は最低で2個、最大が14個である。

## 解説
レシプロエンジンの多気筒化において、クランクシャフトを共有するシリンダーを同じ向きに一列に配置したもの。Inline-engineとも呼ばれ、直列4気筒の場合にはI4(Inline-4)といった略称を用いる。日本においては、Line-engineという誤訳からL4(Line-4)という略称や、アルファベットを用いない直4や直6といった略称もよく用いられる。
オートバイ・自動車用エンジンでは、4気筒を中心に2気筒から6気筒までが用いられている。かつては6を超える気筒数の自動車用直列型エンジンも存在したが、今日ではV型エンジンが多気筒では一般的となった。船舶用のエンジンではモジュール化によって長大な直列エンジンも製造されており、最長のもので直列14気筒2ストロークディーゼルエンジンが存在する。

ただし、横置きエンジンが一般的なオートバイにおいては、並列型エンジン（Parallel-engine、パラレルエンジン）という名称が用いられることも多い。二輪業界ではクランクシャフトの配置に関係なく、車体に対してのシリンダーの配置で直列、並列と呼び分ける事が一般的なので注意が必要。これはエンジンがエンジンルームに収納されている四輪と違い、剥き出しでしかも車体に対して大きく、エンジンと車体を同時に意識するオートバイにおいて車体進行方向に対して横にシリンダーが並んでいる印象が強いためと思われる。（二輪でも縦置きエンジンのBMW・旧Kシリーズは並列とは呼ばれない）国内メーカーではカワサキは現在でもカタログで並列の呼称を用いている。

## 利点
- 3気筒以下の場合、非常に小さくなり、製造費が安くなる。
- カムシャフト、クランクシャフトを全てのシリンダで共有するため、カムシャフト駆動機構は1つで済む。シリンダーブロックが1まとめになり、比較的軽量である。
- 主運動系の質量を軽減し高回転高出力化できる。
- クランク位相角次第で均等爆発にも不等間隔にもでき、位相が整った出力が容易に得られる。
- 4気筒以上であれば、振動を押さえるためのバランスウエイトを不要とすることが可能。特に偶数気筒では、1次偶力振動キャンセルと、均等爆発が両立する。
- 4ストロークで特に偶数気筒の均等爆発の場合、排気干渉を容易に回避できる。

## 欠点
- エンジンが縦方向に長く、多気筒エンジンでは長大な搭載空間を必要とする。自動車なら大きなエンジンルームを必要とすることになり、縦置きの場合は必然的にホイールベースが長くなる。横置きに搭載されるオートバイの場合はバンク角に制約を生じることもある。
- V型などと比較して長くなるためにクランクシャフトの剛性を確保しにくく、それらにねじれを生じやすい。これを解決するために、クランクシャフト中央からエンジン側面に出力するよう設計された製品がある。
- 2気筒、3気筒では振動が激しいという欠点があり、多少複雑なカウンターウエイトを使用しなければ、振動を相殺することができない。4気筒でも、2次振動までは振動を相殺できない。
- 360°クランク、180°クランクでは、低速で回転がギクシャクし停止しやすいという、全てのピストンが上下死点に位置して速度がゼロになる瞬間が存在するエンジン共通の問題があるため、フライホイールに大きな慣性モーメントが求められる。

## 種類
- 直列2気筒
- 直列3気筒
- 直列4気筒
- 直列5気筒
- 直列6気筒
- 直列8気筒
- 直列9気筒
- 直列10気筒
- 直列12気筒
- 直列14気筒

## 用途
- 船舶用エンジンは単気筒を除きほとんどが直列型である。
- 市販されているスーパースポーツ系オートバイは、その構造上横置きの直列型が多く採用される。
- 鉄道車両では直列型の主にディーゼルエンジンが機関車や気動車に採用されている。気動車では、床下搭載のスペースの制約のために横型（水平シリンダー）とされる場合が多い。